# Scintilla paucistriata
Scintilla paucistriata is een tweekleppigensoort uit de familie van de Galeommatidae. De wetenschappelijke naam van de soort is voor het eerst geldig gepubliceerd door Deshayes.